# Nikola Ćirković
Nikola Ćirković (in serbo Никола Ћирковић?; Priboj, 4 dicembre 1991) è un calciatore serbo, difensore o centrocampista del Mladost Lučani.

## Carriera

### Club
Il 1º luglio 2019 viene acquistato a titolo definitivo dalla squadra serba del Čukarički.

### Nazionale
Tra il 2016 ed il 2017 ha giocato complessivamente 2 partite con la nazionale maggiore serba.